# Welsh Open (snooker)
De Welsh Open is een professioneel snookertoernooi. Het werd voor het eerst gehouden in 1992 en is een van de rankingtoernooien. Stephen Hendry won de eerste editie. De Welsh Open wordt sinds 2003 georganiseerd in de stad Newport (Wales). De eerste editie werd gewonnen door Stephen Hendry.

Dit toernooi vormt sinds 2016 samen met het Northern Ireland Open, het English Open en het Scottish Open de Home Nations Series.
Verslaggeving: BBC Wales en Eurosport.

## Erelijst
| Seizoen                                  | Winnaar              | Winnaar              | Verliezend finalist  | Verliezend finalist  | Score                |
| Welsh Open (ranking)                     | Welsh Open (ranking) | Welsh Open (ranking) | Welsh Open (ranking) | Welsh Open (ranking) | Welsh Open (ranking) |
| ---------------------------------------- | -------------------- | -------------------- | -------------------- | -------------------- | -------------------- |
| 1991/1992                                | Stephen Hendry       | SCO                  | Darren Morgan        | WAL                  | 9-3                  |
| 1992/1993                                | Ken Doherty          | IRL                  | Alan McManus         | SCO                  | 9-7                  |
| 1993/1994                                | Steve Davis          | ENG                  | Alan McManus         | SCO                  | 9-6                  |
| 1994/1995                                | Steve Davis          | ENG                  | John Higgins         | SCO                  | 9-3                  |
| 1995/1996                                | Mark Williams        | WAL                  | John Parrott         | ENG                  | 9-3                  |
| 1996/1997                                | Stephen Hendry       | SCO                  | Mark King            | ENG                  | 9-2                  |
| 1997/1998                                | Paul Hunter          | ENG                  | John Higgins         | SCO                  | 9-5                  |
| 1998/1999                                | Mark Williams        | WAL                  | Stephen Hendry       | SCO                  | 9-8                  |
| 1999/2000                                | John Higgins         | SCO                  | Stephen Lee          | ENG                  | 9-8                  |
| 2000/2001                                | Ken Doherty          | IRL                  | Paul Hunter          | ENG                  | 9-2                  |
| 2001/2002                                | Paul Hunter          | ENG                  | Ken Doherty          | IRL                  | 9-7                  |
| 2002/2003                                | Stephen Hendry       | SCO                  | Mark Williams        | WAL                  | 9-5                  |
| 2003/2004                                | Ronnie O'Sullivan    | ENG                  | Steve Davis          | ENG                  | 9-8                  |
| 2004/2005                                | Ronnie O'Sullivan    | ENG                  | Stephen Hendry       | SCO                  | 9-8                  |
| 2005/2006                                | Stephen Lee          | ENG                  | Shaun Murphy         | ENG                  | 9-4                  |
| 2006/2007                                | Neil Robertson       | AUS                  | Andrew Higginson     | ENG                  | 9-8                  |
| 2007/2008                                | Mark Selby           | ENG                  | Ronnie O'Sullivan    | ENG                  | 9-8                  |
| 2008/2009                                | Ali Carter           | ENG                  | Joe Swail            | NIR                  | 9-5                  |
| 2009/2010                                | John Higgins         | SCO                  | Ali Carter           | ENG                  | 9-4                  |
| 2010/2011                                | John Higgins         | SCO                  | Stephen Maguire      | SCO                  | 9-6                  |
| 2011/2012                                | Ding Junhui          | CHN                  | Mark Selby           | ENG                  | 9-6                  |
| 2012/2013                                | Stephen Maguire      | SCO                  | Stuart Bingham       | ENG                  | 9-8                  |
| 2013/2014                                | Ronnie O'Sullivan    | ENG                  | Ding Junhui          | CHN                  | 9-3                  |
| 2014/2015                                | John Higgins         | SCO                  | Ben Woollaston       | ENG                  | 9-3                  |
| 2015/2016                                | Ronnie O'Sullivan    | ENG                  | Neil Robertson       | AUS                  | 9-5                  |
| Welsh Open (ranking) Home Nations Series |                      |                      |                      |                      |                      |
| 2016/2017                                | Stuart Bingham       | ENG                  | Judd Trump           | ENG                  | 9-8                  |
| 2017/2018                                | John Higgins         | SCO                  | Barry Hawkins        | ENG                  | 9-7                  |
| 2018/2019                                | Neil Robertson       | AUS                  | Stuart Bingham       | ENG                  | 9-7                  |
| 2019/2020                                | Shaun Murphy         | ENG                  | Kyren Wilson         | ENG                  | 9-1                  |
| 2020/2021                                | Jordan Brown         | NIR                  | Ronnie O'Sullivan    | ENG                  | 9-8                  |
| 2021/2022                                | Joe Perry            | ENG                  | Judd Trump           | ENG                  | 9-5                  |
| 2022/2023                                | Robert Milkins       | ENG                  | Shaun Murphy         | ENG                  | 9-7                  |
| 2023/2024                                | Gary Wilson          | ENG                  | Martin O'Donnell     | ENG                  | 9-4                  |
| 2024/2025                                | Mark Selby           | ENG                  | Stephen Maguire      | ENG                  | 9-6                  |